# Túi khí

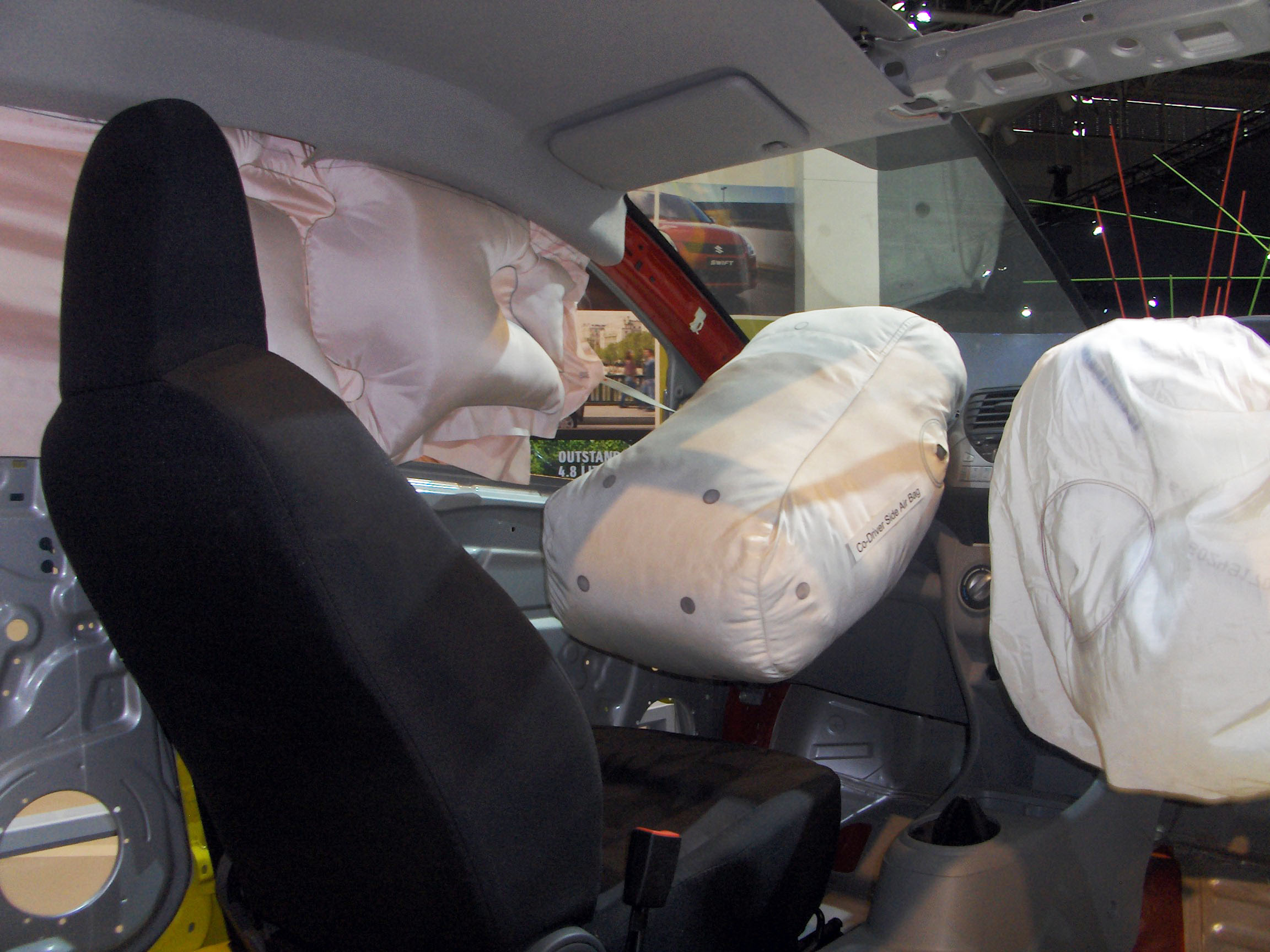
Những túi khí khi bung ra

Túi khí là một thiết bị an toàn trong ô tô. Hệ thống có vai trò bảo vệ sinh vật ngồi trên xe khỏi những chấn thương nghiêm trọng khi có va chạm, được thiết kế để phồng lên cực kỳ nhanh chóng khi va chạm, sau đó nhanh chóng xẹp xuống. Nó bao gồm đệm túi khí, một túi vải linh hoạt, một mô-đun bơm khí và một loạt các cảm biến va đập.

## Sự cần thiết phải có đai an toàn và túi khí SRS
Khi xe đâm vào xe khác hoặc vật thể cố định, nó dừng lại rất nhanh nhưng không phải ngay lập tức. Ví dụ nếu khi xe đâm vào vật thể cố định với vận tốc 50 km/h, bị đâm ở phía đầu xe, thì xe chỉ dừng lại hoàn toàn sau khoảng 0,1 giây hoặc hơn một chút.
Ở thời điểm va đập, ba đờ sốc trước ngừng dịch chuyển nhưng phần còn lại của xe vẫn dịch chuyển với vận tốc 50 km/h. Xe bắt đầu hấp thụ năng lượng va đập và giảm tốc độ vì phần trước của xe bị ép lại. Trong quá trình va đập, khoang hành khách bắt đầu chuyển động chậm lại hoặc giảm tốc, nhưng hành khách vẫn tiếp tục chuyển động lao về phía trước với vận tốc như vận tốc ban đầu trong khoang xe. Nếu người lái và hành khách không đeo dây an toàn, họ sẽ tiếp tục chuyển động với vận tốc 50 km/h cho đến khi họ va vào các vật thể trong xe. Trong ví dụ cụ thể này, hành khách và người lái dịch chuyển nhanh như khi họ rơi từ tầng 3 xuống. Nếu người lái và hành khách đeo dây an toàn thì tốc độ dịch chuyển của họ sẽ giảm dần và do đó giảm được lực va đập tác động lên cơ thể họ. Tuy nhiên, với các va đập mạnh họ có thể vẫn va đập vào các vật thể trong xe nhưng với một lực nhỏ hơn nhiều so với những người không đeo dây an toàn. Túi khí giúp giảm hơn nữa khả năng va đập của mặt và đầu với các vật thể trong xe và hấp thụ một phần lực va đập lên người lái và hành khách.

## Nguyên lý hoạt động
- Khi va chạm, cảm biến túi khí xác định mức độ va chạm và khi mức độ này vượt quá giá trị quy định của cụm cảm biến túi khí trung tâm (cụm cảm biến túi khí), thì ngòi nổ nằm trong bộ thổi túi khí sẽ bị đánh lửa.
- Ngòi nổ đốt chất mồi lửa và hạt tạo khí và tạo ra một lượng khí lớn trong thời gian ngắn.
- Khí này bơm căng túi khí để giảm tác động lên người trên xe đồng thời ngay lập tức thoát ra ở các lỗ xả phía sau túi khí. Điều này làm giảm lực tác động lên túi khí và cũng đảm bảo cho người lái có một khoảng trống cần thiết để quan sát.
- Ngày nay, các thuật toán kích hoạt túi khí đang trở nên phức tạp hơn nhiều. Họ cố gắng giảm các kích hoạt không cần thiết và điều chỉnh tốc độ kích hoạt với các điều kiện sự cố. Các thuật toán được coi là tài sản trí tuệ có giá trị. Các thuật toán thử nghiệm có thể tính đến các yếu tố như trọng lượng của người ngồi, vị trí chỗ ngồi, việc thắt dây an toàn và thậm chí cố gắng xác định xem có ghế trẻ em hay không.